# Vasîlivka, Krînîcikî
Vasîlivka (în ucraineană Василівка) este un sat în comuna Bîkove din raionul Krînîcikî, regiunea Dnipropetrovsk, Ucraina.

## Demografie
Componența lingvistică a localității Vasîlivka
     Ucraineană (91,22%)
     Rusă (8,78%)
Conform recensământului din 2001, majoritatea populației localității Vasîlivka era vorbitoare de ucraineană (91,22%), existând în minoritate și vorbitori de rusă (8,78%).